# Gulella alleni
Gulella alleni é uma espécie de gastrópode da família Streptaxidae.
É endémica da Tanzânia.